# Półwieś (Klein-Polen)
Półwieś is een dorp in de Poolse woiwodschap Klein-Polen. De plaats maakt deel uit van de gemeente Spytkowice (powiat wadowicki) en telt 560 inwoners.